# Салтанюк Вікторія Анатоліївна
Вікторія Анатоліївна Салтанюк (нар. 8 жовтня 2000), м. Сквира — українська гандболістка, воротарка, яка грає за польський клуб гміни Кобежице та національну збірну України. 
У складі ГК «Галичанка» — шестиразова чемпіонка України жіночої Суперліги (2018, 2019, 2020, 2021, 2022, 2023), срібна призерка чемпіонату України з пляжного гандболу (2018), чотириразова володарка Кубка України (2018, 2019, 2021, 2023), чотириразова володарка Суперкубка України (2017, 2018, 2019, 2021), дворазова чемпіонка Балтійської ліги (2018, 2020), півфіналістка (2022) та чвертьфіналістка (2021) Європейського кубку, учасниця Кубку Європейської гандбольної федерації сезонів 2017/2018 та 2019/2020. У складі клубу гміни Кобежице срібна призерка польської Суперліги (2024).  У складі команди студенток ЛДУФК — переможниця Європейських Університетських Ігор 2022. У складі збірної України посіла 23 місце на чемпіонаті світу 2023.
Гандболом розпочала займатися у рідному місті Сквира, спочатку як півсередня, згодом на позиції воротаря Перший тренер — Віктор Новосельчан. Після турніру у Броварах її запросили до БВУФК, тренери — Ніна Зінченко та Олександр Гурський.
З сезону 2017-2018 починає грати за львівську «Галичанку». Провела з командою 6 сезонів.
Вікторія також викликалась до юнацьких збірних України з класичного та пляжного гандболу. У 2019 визнана найкращою гравчинею юнацького чемпіонату Європи з гандболу.
Студентка (магістр) Львівського державного університету фізичної культури (вступ 2022 року).
У травні 2023 року підписала дворічний контракт з польським клубом з гміни Кобежице. 
У травні 2024 року продовжила контракт з ГК гміни Кобежице ще на 2 сезони.